# Односи Југославије и Танзаније
Односи Југославије и Танзаније су били историјски спољнополитички односи између Танзаније и СФР Југославије. Током Хладног рата обе земље су активно учествовале у раду Покрета несврстаних. Председник Југославије Јосип Броз Тито посетио је Танзанију 1970. године, док је председник Танзаније Џулијус Њерере посетио Југославију у три наврата 1961, 1969. и 1975. године. Посета Југославији 1961. била је прва званична међународна посета Њеререа и одржана је чак и пре него што је касније те године проглашена формална независност.
Први контакти између две стране потичу из периода пре стицања независности Тангањике када је Влада Југославије давала политичку, моралну и материјалну подршку ослободилачком покрету. Крсто Попивода, члан Савезног извршног већа, присуствовао је свечаном проглашењу независности Тангањике 9. децембра 1961. године. Иако је Југославија изражавала резерве и критичке коментаре о рату између Уганде и Танзаније, ипак је пружала војну помоћ Танзанији која истовремено није била додељена Уганди. Југославија је такође одбила поређење танзанијске интервенције у Уганди са Камбоџанско-вијетнамским ратом.
Две земље су прошириле своју економску сарадњу као развојну алтернативу зависности од бивших колонијалних сила или хладноратовских суперсила. Југославија је покренула производњу соје у Танзанији, донирала 5.000 тона кукуруза, финансирала 660.000 америчких долара за истраживање минерала, давала савете о производњи текстила у Туази, креирала пројекте електрификације и донирала 3 милиона долара за Омладински камп на Занзибару док је 1,6 милиона америчких долара одређена за лабораторију квалитета хране.
Распад Југославије и Југословенски ратови довели су до прекида билатералних односа јер су се југословенске државе наследнице суочиле са изазовима реконструкције и дипломатске еманципације. Судија Виљем Х. Секуле из Танзаније служио је у Међународном кривичном суду за бившу Југославију између 2013. и 2015. године.